# Les Eaux tranquilles
Les Eaux tranquilles est une nouvelle d'Ivan Tourguéniev, parue en 1854.

## Historique
Les Eaux tranquilles est initialement publié dans la revue russe Le Contemporain, numéro 9, de 1854.
L'auteur a ajouté un septième chapitre dans la deuxième version en 1856. Le texte est paru pour la première fois en France en 1858 sous le titre L'Antchar, traduit par Louis Viardot.

## Résumé
Vladimir Serguéitch Astakhov fait une visite d'inspection dans son village de Sassovo, situé à cent verste de son domaine principal. Deux voisins se présentent devant lui pour l'inviter chez eux. Il fait alors la connaissance de deux jeunes filles, la belle-sœur de son hôte et une amie de cette dernière. Il est attiré par la première, mais elle est amoureuse d’un autre. La deuxième lui fait comprendre qu’il a une chance en insistant, mais lui ne comprend pas ou ne veut pas.  
La première se suicide quand son prétendant la délaisse, la deuxième se marie un peu par dépit. Lui finira à Saint-Pétersbourg, mal marié. 

## Édition française
- Les Eaux tranquilles, traduit par Françoise Flamant, dans Romans et nouvelles complets, Paris, Gallimard, « Bibliothèque de la Pléiade », 1981.  (ISBN 978-2-07-010980-7).